# Папа Гргур VI
Папа Гргур VI (лат. Gregorius VI; Рим - Келн, 1048) је био 148. папа од 11. маја 1045. до 26. децембра 1046.